# Arrifana (Vila Nova de Poiares)
Arrifana is een plaats (freguesia) in de Portugese gemeente Vila Nova de Poiares en telt 1603 inwoners (2001).